# Mistrzostwa Polski Par Klubowych na Żużlu 1987
Mistrzostwa Polski Par Klubowych na Żużlu 1987 – zawody żużlowe, mające na celu wyłonienie medalistów mistrzostw Polski par klubowych w sezonie 1987. Rozegrano eliminację dla klubów II ligi, dwa turnieje półfinałowe oraz finał, w którym zwyciężyli zawodnicy Unii Leszno.

## Finał
- Ostrów Wielkopolski, 7 maja 1987
- Sędzia: Stanisław Pieńkowski

| Miejsce | Kluby                 | Suma | Zawodnicy                                             | Punkty                                            |
| ------- | --------------------- | ---- | ----------------------------------------------------- | ------------------------------------------------- |
| złoto   | Unia Leszno           | 49   | Roman Jankowski Zenon Kasprzak Jan Krzystyniak        | 17 (4,4,4,–,3,2) 28 (3,5,5,5,5,5) 4 (–,–,–,4,–,–) |
| srebro  | Stal Gorzów Wlkp.     | 39   | Ryszard Franczyszyn Piotr Świst Krzysztof Okupski     | 28 (5,5,5,4,5,4) 4 (1,3,–,–,–,–) 7 (–,–,2,2,2,1)  |
| brąz    | Wybrzeże Gdańsk       | 37   | Grzegorz Dzikowski Dariusz Stenka Mirosław Berliński  | 24 (5,4,4,3,5,3) 13 (3,3,3,2,2,d) ns              |
| 4       | Polonia Bydgoszcz     | 39   | Ryszard Dołomisiewicz Marek Ziarnik Zdzisław Rutecki  | 24 (4,5,2,5,4,4) 6 (3,2,1,–,–,–) 9 (–,–,–,3,3,3)  |
| 5       | Falubaz Zielona Góra  | 27   | Andrzej Huszcza Zbigniew Błażejczak Wiesław Pawlak    | 23 (5,3,1,5,4,5) 1 (1,0,0,–,–,–) 3 (–,–,–,1,1,1)  |
| 6       | Unia Tarnów           | 22   | Sławomir Tronina Bogusław Nowak Janusz Łukasik        | 3 (2,1,0,–,–,–) 14 (4,0,3,2,3,2) 5 (–,–,–,4,1,w)  |
| 7       | ROW Rybnik            | 25   | Mirosław Korbel Piotr Pyszny Henryk Bem               | 9 (1,1,4,1,0,2) 0 (0,–,–,–,–,–) 16 (–,2,5,0,4,5)  |
| 8       | Ostrovia Ostrów Wlkp. | 19   | Jacek Brucheiser Ryszard Małecki Franciszek Jaziewicz | 15 (2,4,3,1,1,4) 2 (0,2,–,–,0,–) 2 (–,–,1,0,–,1)  |
| 9       | Start Gniezno         | 13   | Leon Kujawski Mieczysław Woźniak Piotr Podrzycki      | 10 (2,1,2,0,2,3) 3 (0,–,–,3,0,–) 0 (–,w,0,–,–,0)  |

Uwaga: o kolejności miejsc 1-3, 4-6 i 7-9 decydowała ostatnia seria biegów, w których spotkały się drużyny bezpośrednio rywalizujące o te miejsca, uszeregowane według zdobytych do tej pory punktów.